# 斯洛博然斯凱 (第聶伯羅區)

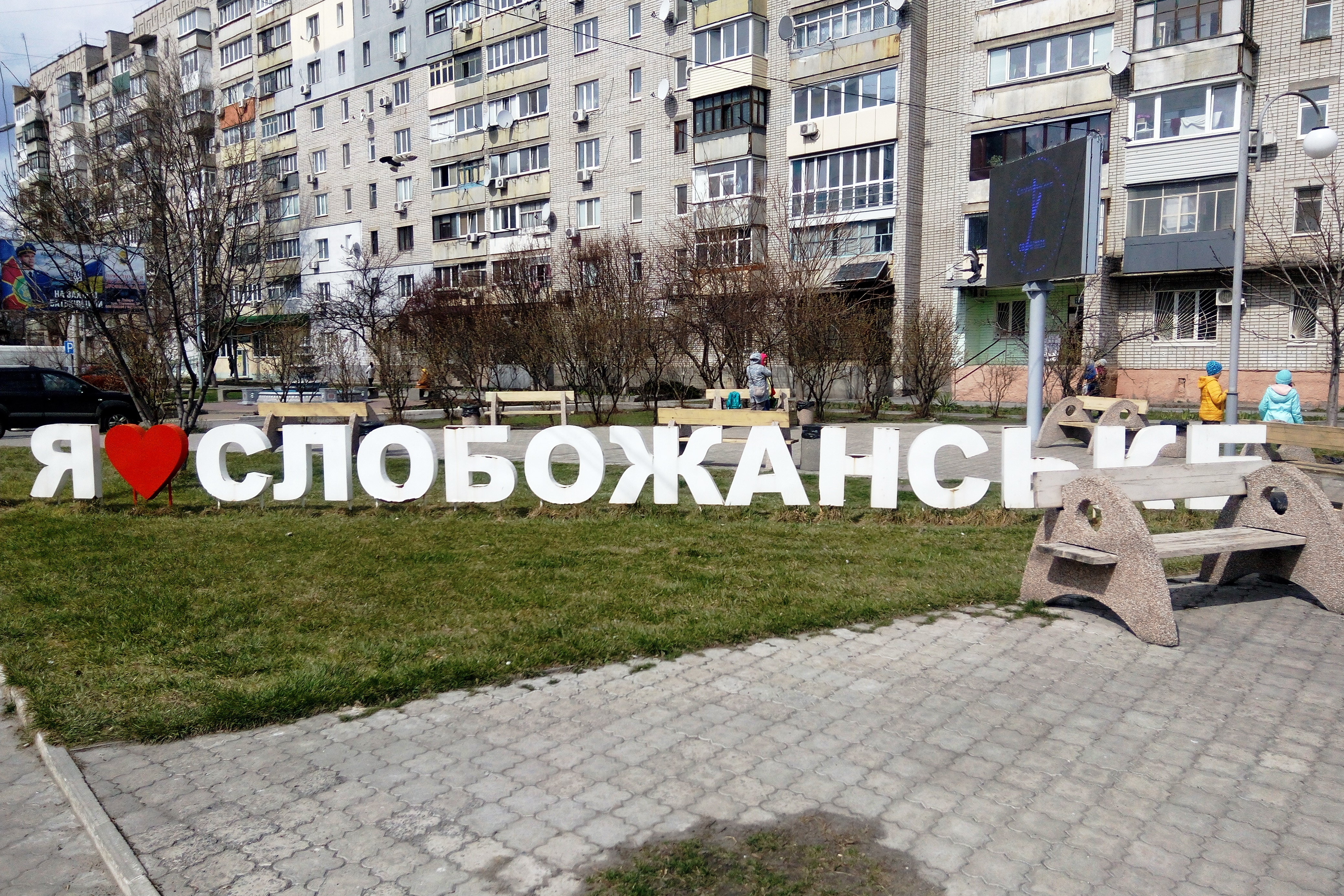
市容

斯洛博然斯凱（烏克蘭語：Слобожанське），2016年前名为尤维列伊内（烏克蘭語：Ювілейне），是烏克蘭東部第聶伯羅彼得羅夫斯克州第聶伯羅區斯洛博然斯凱市鎮内的市級鎮及其行政中心。該鎮始建於1778年，面積9.74平方公里，2022年人口14,661，人口密度每平方公里1,184人。